# Bartolomé de Albornoz
Bartolomé Frías de Albornoz (Talavera de la Reina, 1519 circa – 1573) è stato un giurista e storico spagnolo della Scuola di Salamanca, famoso per avere difeso l'abolizione dello schiavismo.

## Biografia
Era figlio di Lázaro de Frías e di Beatriz de Contreras, entrambi nativi e vicini di Talavera de la Reina (Toledo), come afferma lo stesso autore. Studiò materie umanistiche a Talavera e poi diritto nell'Università di Salamanca e all'Università di Osuna, dove si laureò.
Padroneggiava il latino e il greco e leggeva ebraico, arabo, francese e italiano; le sue conoscenze filologiche erano assai elogiate dai suoi contemporanei (Francisco Cervantes de Salazar lo definisce "dottissimo nelle lingue latina e greca" e il Brocense lo chiama "in linguis omnibus perfectissimum", cioè eccellente in tutte le lingue). Era discepolo del bachiller Alonso Sánchez, conterraneo dell'autore, e dei medici Fernán Gómez Arias (a quanto pare anch'esso talaverano) e Antonio Gómez, famosi glossatori delle Leyes de Toro.
Si recò al Vicereame di Nuova Spagna, dove si registra la sua presenza almeno dal 1550, e ad appena 34 anni fondò, il 24 gennaio del 1553, la cattedra di Instituta (diritto civile) dell'Università del Messico (sicché dovette nascere intorno al 1519). Oltretutto, lo scrittore toledano Francisco Cervantes di Salazar lo cita come cattedratico della materia in un suo dialogo del 1554.
Nel 1557 il suo nome figura in un registro di passeggeri per le Indie. Nei suoi numerosi viaggi attraversò alcune avventure pittoresche: quasi annegò mentre attraversava il Guadalquivir per Cantillana, perse parte dei suoi libri in mare e fu quasi reso schiavo dai musulmani, forse corsari barbareschi.
Scrisse un'Arte de los contractos (1573) nella cui parte più controversa negava la legalità non solo alla tratta degli schiavi, ma anche alla schiavitù stessa, per cui fu vietata la sua lettura e ristampa da parte dell'Inquisizione. L'opera è divisa in quattro libri ed è dedicata all'avvocato Diego Covarrubias y Leiva, proclamato discepolo. Era destinato all'uso di giuristi, teologi, confessori, notai e commercianti. Il primo libro è dedicato ai contratti personali, il secondo a quelli reali, il terzo agli irregolari e il quarto considera il matrimonio alla stregua di un contratto. L'autore, che può classificarsi all'interno della seconda scolastica spagnola, mostra un grande dominio dei classici latini; cita soprattutto Aristotele e Cicerone.

## Opere
- (ES) Arte de los contractos, Valencia, Pedro de Huete, 1573.
- Carta contra el maestro Andrés de Resende, portugués natural de Évora, y contra la carta que el dicho maestro Resende imprimió y envió al licenciado Bartolomé de Quevedo, racionero de Toledo pruébase principalmente que Talavera se llamó antiguamente Evora y que de ella fue natural San Vicente de Ávila y cuéntase las alabanzas de Talavera, manoscritto. È inclusa nella Historia de Talavera dividida en dos partes di Cosme Gómez Tejada de los Reyes.
- Nobiliario; del Licenciado Bartolomé Frías de Albornoz... que sacó del libro de Becerro; copiado y añadido por Fray Prudencio de Sandoval, obispo de Pamplona... y luego trasladado por el cuidado de Don Francisco Zazo y Rosillo, Coronista y Rey de armas de Felipe V, manoscritto del secolo XVIII.